# Roger Deblock
Pour les articles homonymes, voir Deblock.
Roger Deblock, né le 10 août 1908 à Ledringhem (Nord) et mort le 30 mars 1994 dans la même commune, est un homme politique français.

## Distinctions
- Chevalier de la Légion d'honneur
- Officier de l'ordre du Mérite agricole

## Détail des fonctions et des mandats
Mandat parlementaire
- 12 janvier 1969 - 16 mars 1974 : Sénateur du Nord

Mandats locaux
- 27 mars 1949 - 1er octobre 1967 : Conseiller général du Canton de Wormhout

- novembre 1973 - 8 février 1974 : Conseiller régional du Nord-Pas-de-Calais[1]